# Mitsuo Komatsubara
Mitsuo Komatsubara (小松原三夫 Komatsubara Mitsuo?, 1920 - 2 de noviembre de 2013) fue un golfista profesional japonés que también se conoce como un propagador de golf en las revistas y en la televisión.
Obtuvo su licencia profesional en 1955. En los años 1970 y 1980 tuvo su propio programa de televisión llamado Komatsubara Mitsuo no Gorufu Dōjō ("taller de golf Komatsubara Mitsuo") en TV Tokyo. Estuvo involucrado en el diseño de la Club de Campo Meseta Yatsugatake, Prefectura de Nagano.
Él era activo como entrenador profesional tan tarde como 2011, cuando tenía 91 años de edad.
Murió el 2 de noviembre de 2013 a causa de una insuficiencia cardíaca.